# NGC 4195
NGC 4195 ist eine Balken-Spiralgalaxie vom Hubble-Typ SBc im Sternbild Großer Bär am Nordsternhimmel. Sie ist schätzungsweise 199 Millionen Lichtjahre von der Milchstraße entfernt.
Das Objekt wurde am 17. April 1789 von Wilhelm Herschel entdeckt.